# Hajtány

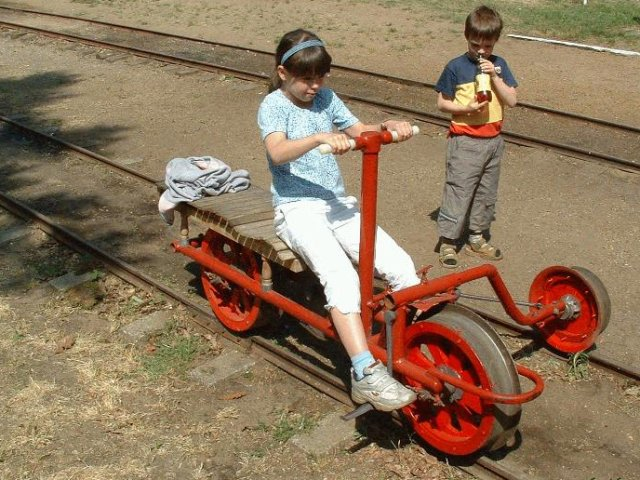
Kézihajtány (Kaszó, Somogy vármegye)

A hajtány (drezina, egyes tájegységeken nyiknyik) kézi erővel működtetett vasúti jármű. Elterjedt a motoros hajtány is, mely általában valamely belsőégésű motorral működik. A motoros hajtányt vágánygépkocsinak is nevezik. Hasonló célra használatos rokona a sínkerékpár.

## Rövidített idézetek

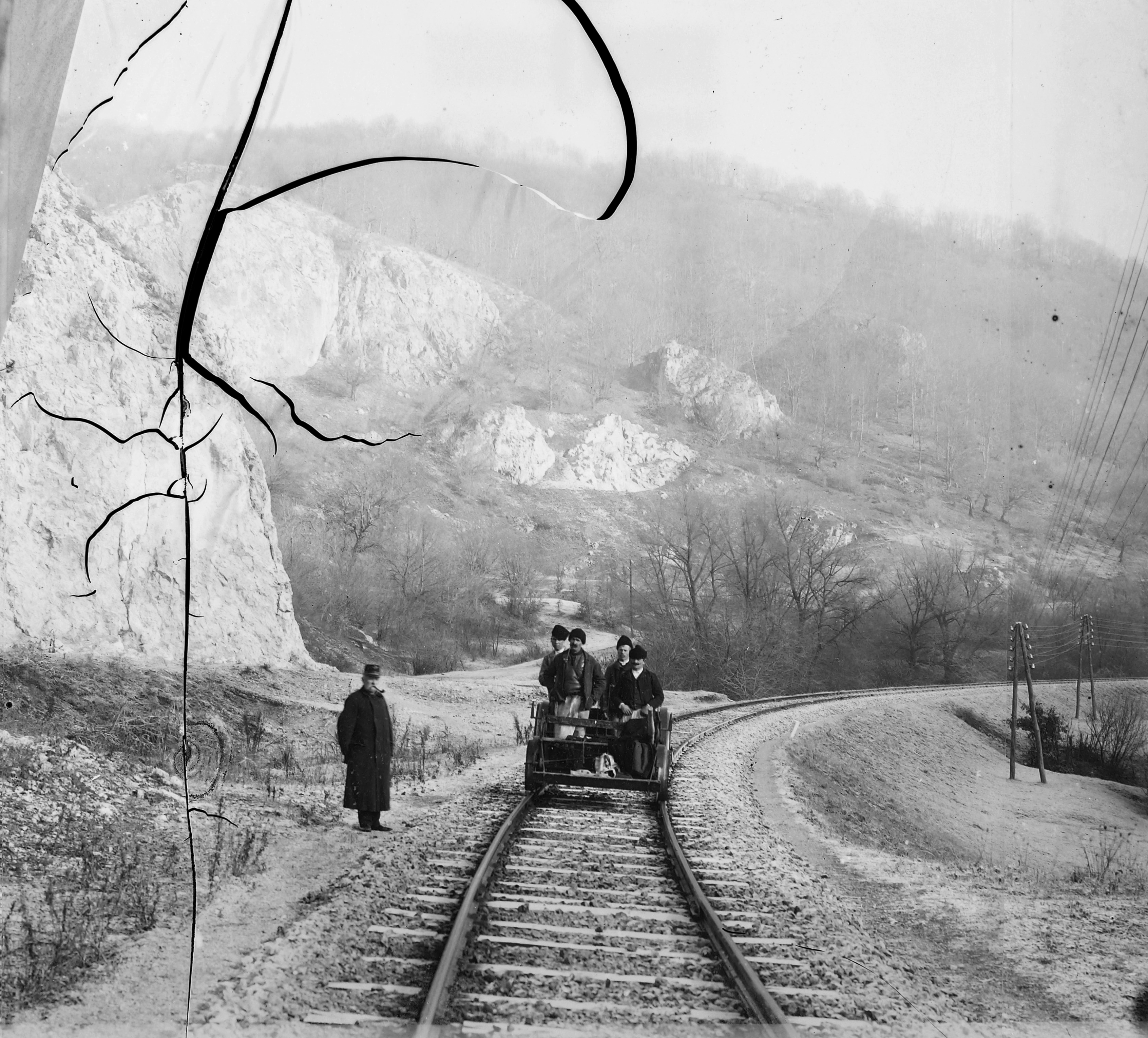
Hajtányozás Erdélyben (1914)

„Hajtány (draisin): A vasutak nyilt vonalának megvizsgálásakor a pályafentartó közegek vagy a beteget látogató pályaorvosok hajtányokon utazzák be szolgálati szakaszukat. A hajtány négykerekű járómű, melyet a középen álló négy munkás (…) emeltyüknek előre-hátra tolásával hajt. Az utasok részére a hajtány elején és hátsó részén háttámmal ellátott ülések vannak.” (Pallas-idézet) A szerkezet működése egyszerű, csak azt jegyezzük meg, hogy az elérhető sebesség a pálya emelkedési viszonyaitól függ, vízszintes vonalon a hajtányok 15-20 km sebességgel is hajthatók. Ilyen hajtányt ma a vasúttörténeti parkban láthatunk. Néhány évtizeddel később a „szabályzat” már tömörebben fogalmaz: „A hajtány illetve kiskocsi lehet géperejű, vagy nem gépi erővel hajtott jármű. Emberi erővel a vágányból 3 perc alatt eltávolítható.”

## Hajtányok Magyarországon
Magyarországon kezdetben a háromkerekű hajtányok terjedtek el. Ezek az egyszerű szerkezetek egy kerékpárhoz hasonlítanak; evező mozdulatokkal, kézzel-lábbal hajthatók. Az eldőlést egy támasztókerék akadályozza meg, rudazatának módosításával bármilyen nyomtávolságú pályán használhatók. Tömegük 50 kg körüli, így egy ember is a pályára tudja helyezni.

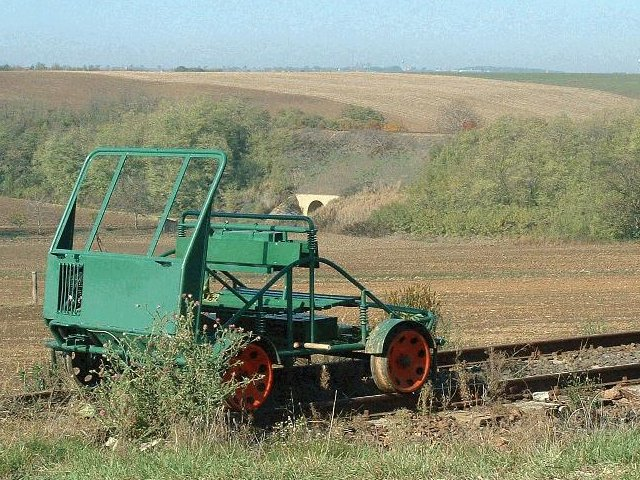
Egy felújított PKVG

Motoros hajtányok nagyobb számban csak az ötvenes évektől terjedtek el vasútjainkon. Ekkor több üzem is ráállt a gyártásukra. Hasonló tervek alapján készültek normál és keskeny nyomközű változatban is. A szélvédővel is ellátott PVG-n (pályamesteri könnyű vágánygépkocsi) nyomtávolságtól függően 3-5 személy utazhat, szükség esetén pár talpfával, szerszámokkal együtt is. Hajtásukat az egykori Pannónia motorkerékpárból származó 250 cm³-es T5-ös blokk végzi. A hajtányokba kerülő motorblokkokat hátrameneti fokozattal is ellátták. A motor lánc közvetítésével hajtja az első tengelyt; a megállásról szalagfékek gondoskodnak. A hajtány súlypontjában lévő kiemelő szerkezettel lehet a járművet megfordítani. A csaknem féltonnás jármű megengedett sebessége 30 km óránként, de ennek akár a duplájára is képes; szinte minden idősebb pályamesternek van valami ezzel kapcsolatos „élménye”.

## Hajtányok ma
Manapság ezek a járművek is lassan eltűnnek vasútjainkról, sorsuk legtöbbször a lángvágó, csak néhány példányt sikerül vasútbarátoknak megmenteni. De Kisterenye vasútállomáson például kettő is ki van állítva.

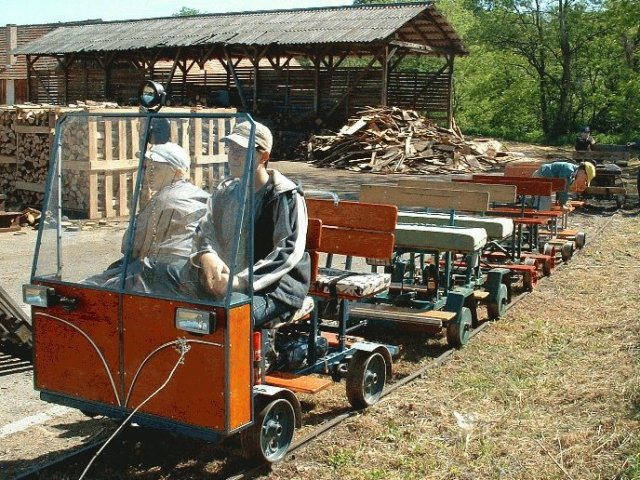
Amatőr építésű motoros hajtányok

 Az elmúlt tíz évben magyarországi amatőrök több házi építésű, elsősorban keskeny nyomközű hajtányt készítettek. Ezekkel a járművekkel a kisvasutak egyes rendezvényein lehet találkozni.

## Hajtányok külföldön és itthon

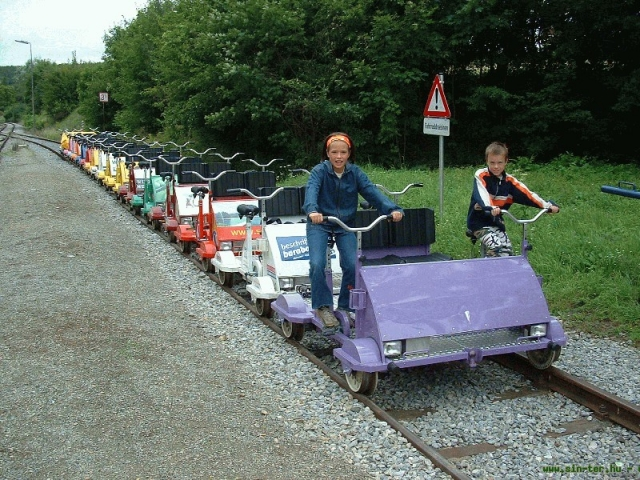
Hajtányok Felsőpulyán

Főleg német nyelvterületen elterjedt a megszüntetett vagy kisforgalmú vasútvonalakon a kézi- (lábhajtású) hajtányok bérelhetősége.
Magyarországhoz legközelebb a burgenlandi Felsőpulya (Oberpullendorf) és Haracsony (Horitschon) közötti szakaszon lehet hajtányokat bérelni.
Magyarországon Pest vármegyében, a királyréti kisvasút végállomásán (Királyrét) próbálható ki, milyen egy igazi kisvasúti hajtány.

## Külső hivatkozások
- Hajtányok
- Drezina(hajtány) túra képei
- www.hajtanypalya.hu - a Királyréti Hajtánypálya
- A sonnenlandi drezinatúra